# Trzęsienie ziemi w Hindukuszu (2015)
Trzęsienie ziemi w Hindukuszu – trzęsienie ziemi o sile 7,5 stopni w skali Richtera, które miało miejsce 26 października 2015 roku w Hindukuszu, powodując zniszczenia i ofiary śmiertelne w Afganistanie, w Pakistanie w prowincji Chajber Pasztunchwa i Kaszmirze.

## Skutki
26 października 2015 roku doszło do trzęsienia ziemi o magniturze 7, 5 stopni skali Richtera. Podczas wstrząsów doszło do wybuchu paniki w szkole w prowincji Tachar, gdzie zginęło 12 uczennic, a 42 osoby zostały ranne. 
Zginęło 399 osób, a tysiące odniosło obrażenia.
| Kraj       | Ofiary śmiertelne |
| ---------- | ----------------- |
| Pakistan   | 280               |
| Afganistan | 115               |
| Indie      | 4                 |
| Razem      | 399               |